# Romantismus (hudba)
Hudební romantismus je označení hudebního slohu vokální a instrumentální klasické hudby od zhruba první dekády 19. století do počátku 20. století. Vznikl na přelomu 18. a 19. století z hudebního klasicismu v duchu impulsů uměleckého romantismu a v evropské hudbě dominoval až do prvních desetiletí století dvacátého. Romantická hudba je charakteristická zdůrazněnou emocionalitou, rozšířením a postupně i překročením tradiční harmonie, silnějším přijímáním impulsů z evropské lidové hudby a častým spojováním hudby s mimohudebními, obvykle literárními myšlenkami (programní hudba). Orchestr se během 19. století neustále rozšiřoval, aby umožnil vyjádřit jak stále jemnější citové odstíny, tak i vyvolat mohutný dojem při plném nasazení všech nástrojů. Hudba se stala více chromatickou, disonantní a tónově barevnější, s napětím (s ohledem na konvence starších forem) při nárůstu počtu předznamenání. V  této éře dozrál žánr písně (neboli Lied), stejně jako epický rozsah grand opery. Ten předčil až operní cyklus Prsten Nibelungův Richarda Wagnera.
Mezi přední skladatele této éry patří Gioacchino Rossini, Petr Iljič Čajkovskij, Jacques Offenbach, Frédéric Chopin, Hector Berlioz, Franz Schubert, Robert Schumann, Felix Mendelssohn-Bartholdy, Franz Liszt, Giuseppe Verdi, Bedřich Smetana, Richard Wagner, Johannes Brahms, Antonín Dvořák, Zdeněk Fibich, Edvard Grieg a Johann Strauss mladší, ale i Gustav Mahler a Richard Strauss.

## Vývoj hudby
V 19. století se hudební instituce dostaly z kontroly bohatých patronů, protože skladatelé a hudebníci mohli rozvíjet své kariéry nezávisle na šlechtě. Rostoucí zájem o hudbu ze strany střední třídy po celé západní Evropě vedl k vytvoření organizací pro výuku, provádění a uchování hudby. Klavír, který v této době získal svou moderní podobu (částečně díky pokroku v metalurgii), si získal popularitu u střední třídy, jejíž poptávka podnítila iniciativu mnoha výrobců klavírů. Početné symfonické orchestry datují své založení do této éry. Někteří hudebníci a skladatelé byli dobovými superstar, jako například Franz Liszt a Niccolò Paganini.
Romantická hudba je charakteristická zdůrazněnou emocionalitou, rozšířením a postupně i překročením tradiční harmonie, silnějším přijímáním impulsů z evropské lidové hudby a častým spojováním hudby s mimohudebními, obvykle literárními myšlenkami (programní hudba). Orchestr byl během 19. století neustále rozšiřován, aby umožnil vyjádřit stále jemnější citové odstíny, tak i vyvolat mohutný dojem při plném nasazení všech nástrojů. Hudba se stala více chromatickou, disonantní a tónově barevnější, s napětím (s ohledem na přijaté normy starších forem) při nárůstu počtu předznamení. Umělecká píseň (neboli Lied) dozrála v této éře, stejně jako epické rozsahy Grand opera. Ty byly předčeny až operním cyklem Richarda Wagnera Prsten Nibelungův.
Evropské kulturní ideje a instituce začaly doprovázet koloniální expanzi do dalších částí světa. Došlo také ke vzestupu nacionalismu v hudbě, která odrážela v některých případech také politické cítění té doby. Skladatelé jako Edvard Grieg, Nikolaj Rimskij-Korsakov a Antonín Dvořák ve svých skladbách vytvářeli ohlas tradiční lidové hudby svých domovin. V romantické době převzal moderní klavír se silnějším, trvalejším tónem a širší škálou roli zvukově jemnějšího předchůdce, fortepiana. V orchestru zůstaly zachovány stávající klasické nástroje a sekce (smyčcové sekce, dřevěné nástroje, žesťové a bicí nástroje), ale tyto sekce byly obvykle rozšířeny, aby vytvořily plnější a větší zvuk. Například zatímco barokní orchestr mohl mít jen dva kontrabasisty, romantický orchestr mohl mít až deset. "Jak se hudba stávala výraznější, standardní paleta orchestru nebyla pro mnoho romantických skladatelů dostatečně bohatá."
Rodiny nástrojů používaných zejména v orchestrech rostly; proces, který vyvrcholil na počátku 20. století, s velmi velkými orchestry používanými pozdně romantickými a modernistickými skladateli. Začalo se objevovat širší spektrum bicích nástrojů. Žestě převzaly větší role, protože zavedení otočných klapek jim umožnilo zahrát širší rozsah not. Velikost orchestru (typicky kolem 40 v klasickém období) narostla na více než 100. Například Mahlerova Symfonie č. 8 z roku 1906 byla uvedena s více než 150 instrumentalisty a více než 400členným sborem. Byly přidány nové dechové nástroje, jako je kontrafagot, basklarinet a pikoly a též i nové bicí nástroje, včetně xylofonu, vířivého bubnu, celesty (zvonu podobný klávesový nástroj), zvonu, a trianglů, velké orchestrální harfy, a dokonce i dechové strojů na zvukové efekty. Od konce 19. století se v některých partiturách objevují saxofony, obvykle vystupují spíše jako sólový nástroj než jako nedílná součást orchestru.
Wagnerova tuba, modifikovaný člen rodiny rohů, se objevuje v cyklu Richarda Wagnera Prsten Nibelungův. Také hraje významnou roli v Symfonii č. 7 Antona Brucknera a je také používána v několika pozdně romantických a modernistických pracích Richarda Strausse, Bély Bartóka a jiných. Kornet se objevoval pravidelně v partiturách 19. století, vedle partu trubky, které byly považovány za méně hbité, alespoň do konce století.

## Hudební skladatelé
Mezi přední skladatele této éry patří Gioacchino Rossini, Petr Iljič Čajkovskij, Jacques Offenbach, Frédéric Chopin, Hector Berlioz, Franz Schubert, Robert Schumann, Felix Mendelssohn-Bartholdy, Ferenc Liszt, Giuseppe Verdi, Bedřich Smetana, Richard Wagner, Johannes Brahms, Antonín Dvořák, Zdeněk Fibich, Edvard Grieg, Johann Strauss mladší, Petra Iljiče Čajkovského a Nikolaj Rimskij-Korsakov. Gustav Mahler a Richard Strauss jsou běžně považováni za tzv. přechodové skladatele, jejichž hudba kombinuje pozdně romantické a rané modernistické prvky. Některá díla Ludwiga van Beethovena se již také řadí mezi díla romantická, zejména od jeho 3. symfonie Eroica.
Mezi skladatele z českých zemí hudebního romantismu patří především Bedřich Smetana, autor mj. cyklu symfonických básní Má vlast, a dále Antonín Dvořák, který složil symfonické básně Polednice, Vodník, Zlatý kolovrat a Holoubek na motivy Erbenových balad. Dále např. Zdeněk Fibich.

### Významní skladatelé
- Giacomo Meyerbeer (1791–1864)
- Gioacchino Rossini (1792–1868) – belcanto
- Franz Schubert (1797–1828)
- Gaetano Donizetti (1797–1848) – belcanto
- Vincenzo Bellini (1801–1835) – belcanto
- Hector Berlioz (1803–1869)
- Felix Mendelssohn-Bartholdy (1809–1847)
- Frederik Chopin (1810–1849)
- Robert Schumann (1810–1856)
- Ferenc Liszt (1811–1886)
- Richard Wagner (1813–1883)
- Giuseppe Verdi (1813–1901)
- Charles-François Gounod (1818–1893)
- Jacques Offenbach (1819–1880)
- César Franck (1822–1890)
- Bedřich Smetana (1824–1884)
- Anton Bruckner (1824–1896)
- Johannes Brahms (1833–1897)
- Georges Bizet (1838–1875)
- Max Bruch (1838–1920)
- Modest Petrovič Musorgskij (1839–1881)
- Petr Iljič Čajkovskij (1840–1893)
- Antonín Dvořák (1841–1904)
- Jules Massenet (1842–1912)
- Edvard Grieg (1843–1907)
- Nikolaj Andrejevič Rimskij-Korsakov (1844–1908)
- Zdeněk Fibich (1850–1900)
- Leoš Janáček (1854–1928)
- Gustav Mahler (1860–1911)
- Richard Strauss (1864–1949)
- Jean Sibelius (1865–1957)
- Vítězslav Novák (1870–1949)
- Alexandr Nikolajevič Skrjabin (1872–1915)
- Sergej Vasiljevič Rachmaninov (1873–1943)
- Josef Suk (1874–1935)

## Galerie

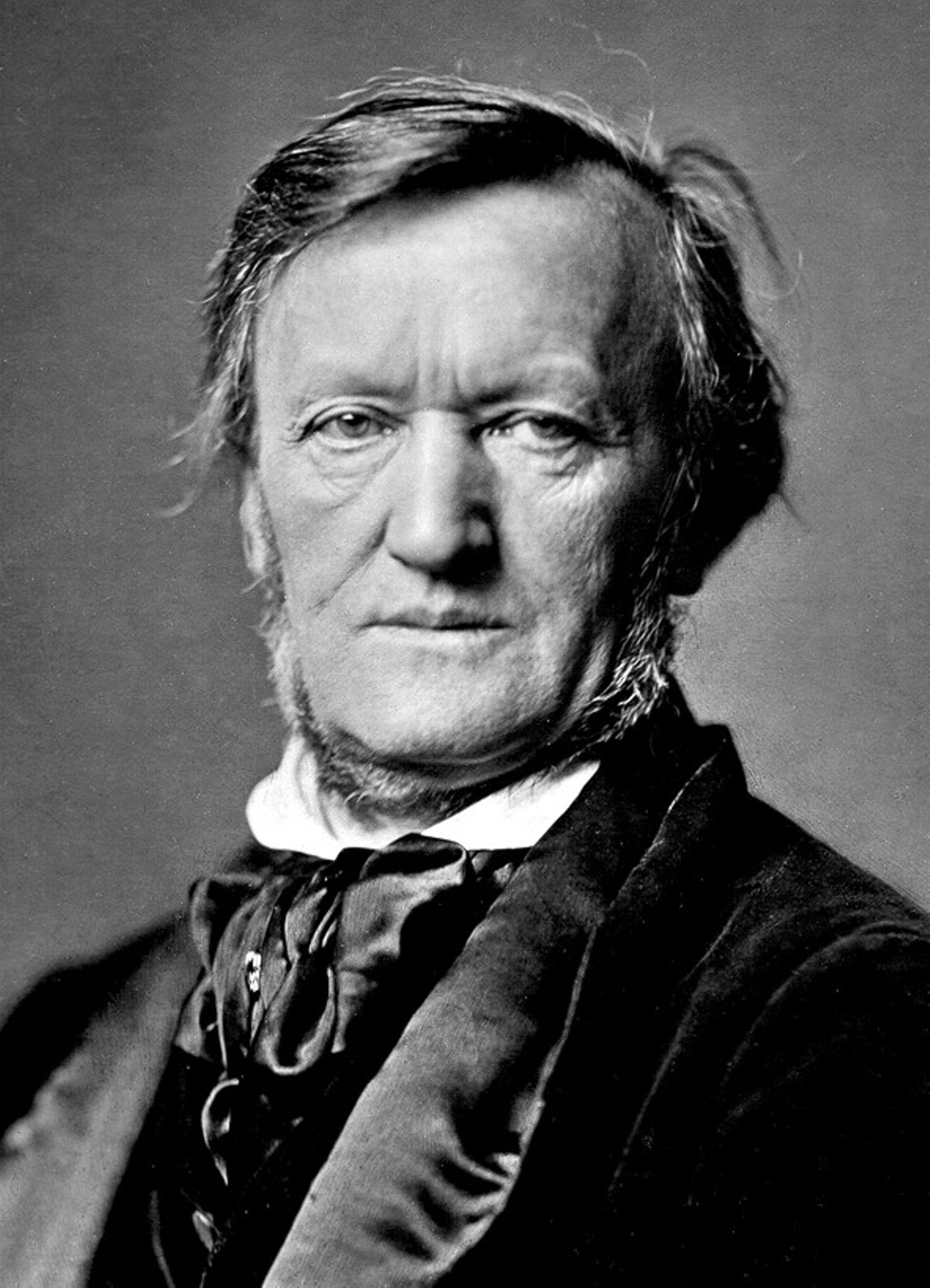
Richard Wagner
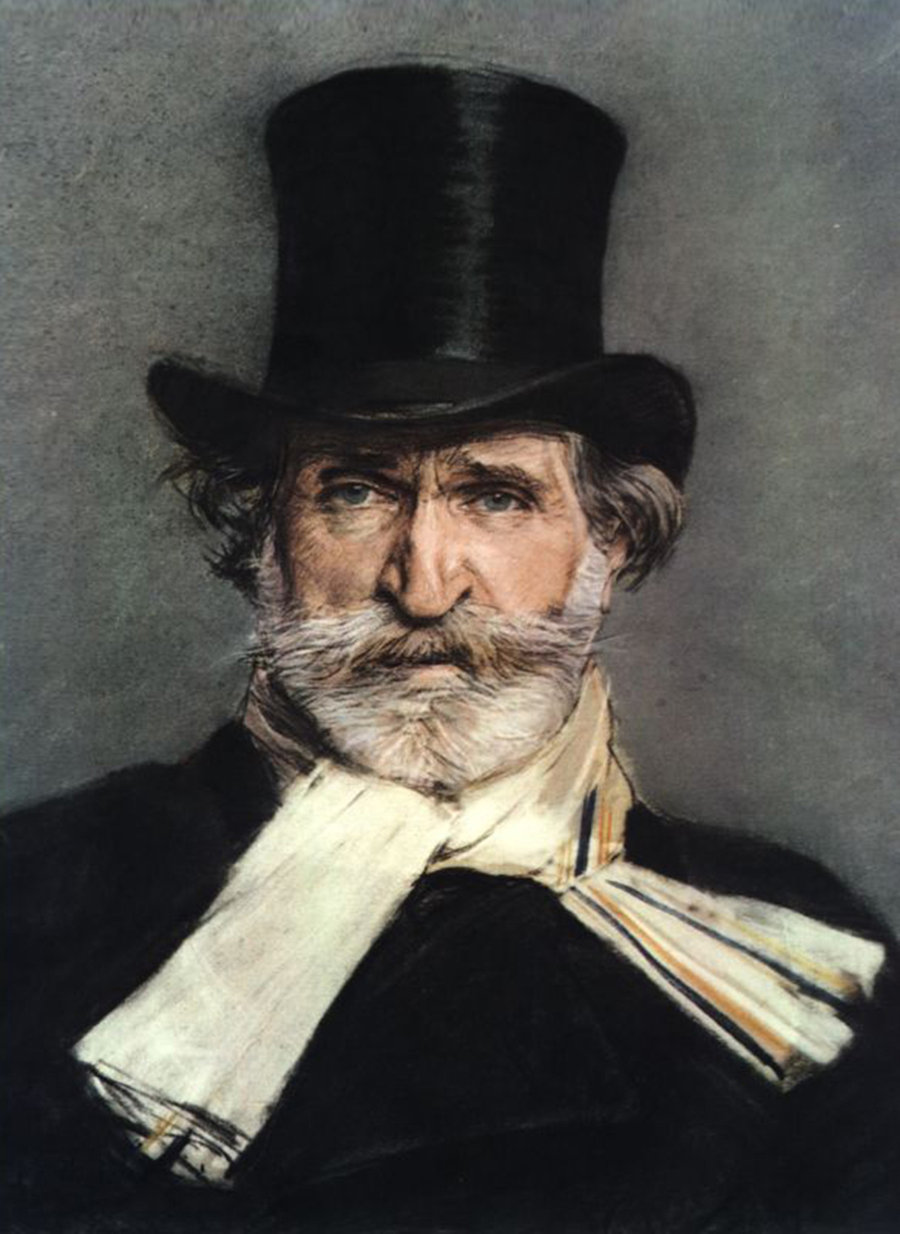
Giuseppe Verdi
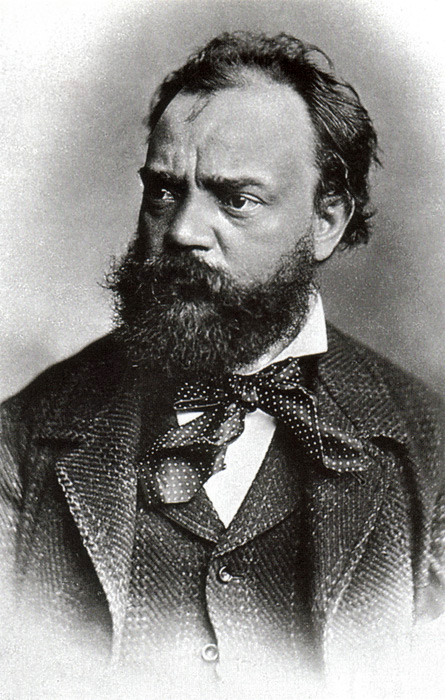
Antonín Dvořák